# Osečina (vas)
Osečina (izvirno srbsko Осечина) je naselje v Srbiji, ki upravno spada pod Občino Osečina; slednja pa je del Kolubarskega upravnega okraja.

## Demografija
V naselju živi 795 polnoletnih prebivalcev, pri čemer je njihova povprečna starost 46,0 let (45,4 pri moških in 46,5 pri ženskah). Naselje ima 316 gospodinjstev, pri čemer je povprečno število članov na gospodinjstvo 2,99.
To naselje je, glede na rezultate popisa iz leta 2002, večinoma srbsko.
|  |

| Demografija | Demografija     | Demografija     |
| Leto        | Št. prebivalcev | Št. prebivalcev |
| ----------- | --------------- | --------------- |
|             |                 |                 |
|             |                 |                 |
|             |                 |                 |
|             |                 |                 |
| 1948        | 2262            |                 |
| 1953        | 2147            |                 |
| 1961        | 1976            |                 |
| 1971        | 1816            |                 |
| 1981        | 1500            |                 |
| 1991        | 1181            | 1177            |
| 2002        | 957             | 944             |
|             |                 |                 |

| Etnična sestava po popisu iz leta 2002 | Etnična sestava po popisu iz leta 2002 | Etnična sestava po popisu iz leta 2002 | Etnična sestava po popisu iz leta 2002 | Etnična sestava po popisu iz leta 2002 |
| -------------------------------------- | -------------------------------------- | -------------------------------------- | -------------------------------------- | -------------------------------------- |
| Srbi                                   | Srbi                                   |                                        | 927                                    | 98,19%                                 |
| Romi                                   | Romi                                   |                                        | 14                                     | 1,48%                                  |
| Ukrajinci                              | Ukrajinci                              |                                        | 1                                      | 0,10%                                  |
| Rusi                                   | Rusi                                   |                                        | 1                                      | 0,10%                                  |
| Jugoslovani                            | Jugoslovani                            |                                        | 1                                      | 0,10%                                  |
| Neznano                                | Neznano                                |                                        | 0                                      | 0,0%                                   |